# Elophos jugicolaria
Elophos jugicolaria är en fjärilsart som beskrevs av Fuchs 1901. Elophos jugicolaria ingår i släktet Elophos och familjen mätare. Inga underarter finns listade i Catalogue of Life.